# Carlos Briones Guerrero
Carlos Briones Guerrero (Guadalajara, Jalisco, 16 de junio de 1968) es un dirigente deportivo y exfutbolista mexicano. Desarrolló una larga carrera como profesional jugando en la posición de portero, destacándose especialmente durante su paso por los Tecos de la UAG. Fue también miembro de la selección de fútbol de México. Tras su retiro como deportista, continuó vinculado al fútbol en otro roles como el de director deportivo, agente deportivo y entrenador. También se desempeñó como presidente de la Liga de Balompié Mexicano entre 2021 y 2022.

## Trayectoria
Aunque nació en Guadalajara, vivió la mayor parte de su niñez en Los Angeles, California, donde se interesó por el fútbol americano. Al regresar a su país quiso seguir practicando ese deporte, pero terminó enrolado en las fuerzas básicas de fútbol de los Tecos de la UAG. Allí comenzó a jugar en la posición de delantero, pero, por su altura, pasó a ocupar el puesto de portero.
Con el equipo profesional de los Tecos realizó una carrera muy larga, que comenzó en 1987 y culminó en 2000, sumando una breve experiencia en el Cruz Azul en 1996. Fue una pieza clave del equipo que se consagró campeón de la Primera División de México 1993-94, alternando en la portería con Alan Cruz.
En sus últimos años como jugador pasó por las filas del León, La Piedad e Irapuato. 

### Selección nacional
Fue varias veces convocado a la  selección de fútbol de México entre 1993 y 1996, llegando a integrar el plantel que se consagró campeón de la Copa de Oro de la Concacaf 1996 -donde fue suplente de Jorge Campos-.

## Otras actividades
Se desempeñó como director deportivo de Estudiantes Tecos desde 2007 hasta 2012.
Posteriormente trabajó como agente deportivo en Iconstar y ofició como entrenador del club Palmac de la Liga TDP.
En 2021 asumió como presidente de la Liga de Balompié Mexicano, en remplazo de Carlos Salcido.

## Clubes
| Club                     | País   | Año         | PJ  |
| ------------------------ | ------ | ----------- | --- |
| Tecos de la UAG          | México | 1987-1996   | 242 |
| Cruz Azul Fútbol Club    | México | 1996        | 9   |
| Tecos de la UAG          | México | 1997 - 2000 | 96  |
| Club León                | México | 2000        | 16  |
| Club de Fútbol La Piedad | México | 2001 - 2002 | 27  |
| Club Irapuato            | México | 2002 - 2004 | 63  |

## Palmarés

### Campeonatos nacionales
| Título              | Club              | País   |  |
| ------------------- | ----------------- | ------ |  |
| Temporada 1993-1994 | Estudiantes Tecos | México |  |